# Madame Firmiani
Madame Firmiani est une nouvelle d’Honoré de Balzac, parue d’abord en février 1832 dans la Revue de Paris, puis éditée en 1835 par Madame Béchet, puis en 1839 chez l’éditeur Charpentier, dans Scènes de la vie parisienne de La Comédie humaine. Dans l’édition finale de Furne (4e éd. 1842), Balzac l'a rangée dans les Études de mœurs dans la section Scènes de la vie privée .

## Structure de l'œuvre
La nouvelle est assez brève et principalement construite autour de trois personnages :
- Octave de Camps, un jeune aristocrate dont la cause de la pauvreté soudaine reste un mystère jusqu'à la fin de l'histoire  il a rendu la fortune que son père avait détournée ;
- Mme Firmiani, femme charmante (25 ans, ou 28 selon les médisances), énigmatique mais consciencieuse, que l’on soupçonne à tort d’avoir ruiné Octave et qui est en fait son épouse : femme d'une grande pureté de sentiments, elle ne peut vivre pleinement son amour, sachant que le père de son mari a ruiné une famille : « L'amour, mon ange, est, chez une femme, la confiance la plus illimitée, unie à je ne sais quel besoin de vénérer, d'adorer l'être auquel elle appartient. Je n'ai jamais conçu l'amour que comme un feu auquel s'épuraient encore les plus nobles sentiments, un feu qui les développait tous. » ;
- Enfin, l'oncle d'Octave, M. de Bourbonne, qui ne souhaite que le bien de son neveu et lui prépare son héritage. En faisant son enquête sur la situation inexplicable de son neveu, M. de Bourbonne découvrira toute l'histoire.

La nouvelle s'ouvre sur d'assez longues considérations littéraires de l'auteur :

« Beaucoup de récits, riches de situations ou rendus dramatiques par les innombrables jets du hasard, emportent avec eux leurs propres artifices et peuvent être racontés artistement ou simplement par toutes les lèvres, sans que le sujet y perde la plus légère de ses beautés, mais il est quelques aventures de la vie humaine auxquelles les accents du cœur seuls rendent la vie [...]. »

— Honoré de Balzac, Madame Firmiani, 1831.
Le récit se poursuit par une espèce d'enquête au sujet de la mystérieuse Mme Firmiani, que tous semblent connaître et dont chacun semble avoir une image différente selon sa catégorie sociale (les Positifs, les Flâneurs, les Personnels, les Lycéens, les Femmes, les Attachés d'ambassade, les Ducs, les Vieilles Dames, les Originaux, les Observateurs, etc.). Cette juxtaposition un peu brouillonne d'avis divers, parfois complémentaires, parfois opposés, voire contradictoires, donne une image kaléidoscopique, sans parvenir à décrire précisément l'identité de Mme Firmiani. Le récit se resserre alors sur les démarches de M. de Bourbonne à Paris. Il parvient à obtenir un entretien avec la belle Mme Firmiani, qui se dérobe à ses questions. Dans l'incapacité d'en apprendre davantage, il fait part de son malaise à son neveu, qui lui lit une lettre de Mme Firmiani et lui révèle le fin mot de l'histoire. Sa ruine est une démarche volontaire. Il restitue sa fortune, indûment captée par son père aux dépens des Bourgneuf, une famille désormais dans le besoin.
Mme Firminani se révèle être l'épouse d'Octave. Son premier mari, un capitaine, est parti combattre en Grèce, où il a trouvé la mort. Malheureusement, le caractère lacunaire de l'état civil local empêche une régularisation de la situation de sa veuve et l'accès au testament de son défunt mari. Enfin, la nouvelle officielle du décès arrive…
La nouvelle se termine par un éloge des femmes adressé par M. de Bourbonne à Mme Firmiani, femmes qui sont « tout ce qu'il y a de bon et de beau dans l'humanité ». « La femme est la conscience et l'éducatrice de l'homme et l'éveille à l'honnêteté : examinant sa conscience, Octave, rendant tout l'argent, se sentira transformé par son acte dicté par sa “chère conscience”. » Et l'oncle de conclure : « […] car vous [les femmes] n'êtes jamais coupables de vos fautes, elles viennent toujours de nous. »

## Thème
La nouvelle donne à voir un tableau de la futilité d’une société parisienne prompte à calomnier, en exacte symétrie au roman Le Colonel Chabert. Ici, c’est une veuve qui n’arrive pas à trouver la preuve de la mort de son mari pour recueillir une succession. Mme Firmiani, dont on ne sait pas si c’est une victime ou une intrigante, se débat dans des questions juridiques vertigineuses sur l’origine de la fortune et sa légitimité. Ses démêlés illustrent les effets d’une loi connue sous le nom de « loi du milliard aux émigrés », votée en 1825 et qui visait à indemniser les émigrés de la Révolution. Très impopulaire, cette loi suscita de nombreux débats que Balzac rapporte avec précision, tout en prenant le recul du romancier.

## Commentaire
Cette nouvelle n’est pas une œuvre majeure de Balzac, mais elle révèle la faculté de concision d’un auteur à qui l'on reprochait de trop longues descriptions et des méandres infinis.[réf. nécessaire] Balzac savait donc « faire court », bien que la mode fût à l’extension des textes qui paraissaient dans les journaux, pour des raisons de rentabilité.